# Chi Cá khủng long vàng
Polypterus hay Chi cá khủng long vàng là một chi cá nước ngọt trong họ cá nhiều vây. Chi này được mô tả vào năm 1802 bởi ông Étienne Geoffroy Saint-Hilaire.

## Các loài
- Polypterus ansorgii Boulenger, 1910 (Guinean bichir)
- Polypterus bichir Lacépède, 1803
  - P. b. bichir Lacepède, 1803 (Nile bichir)
  - P. b. katangae Poll, 1941
  - P. b. lapradei Steindachner, 1869
- Polypterus delhezi Boulenger, 1899 (barred bichir)
- Polypterus endlicheri Heckel, 1847
  - P. e. congicus Boulenger, 1898 (Congo bichir)
  - P. e. endlicheri Heckel, 1847 (saddled bichir)
- Polypterus mokelembembe Schliewen & Schäfer, 2006 (Mokèlé-mbèmbé bichir)
- Polypterus ornatipinnis Boulenger, 1902 (ornate bichir)
- Polypterus palmas Ayres, 1850
  - P. p. buettikoferi Steindachner, 1891 (Buettikofer's bichir)
  - P. p. palmas Ayres, 1850 (shortfin bichir)
  - P. p. polli J. P. Gosse, 1988 (Poll's bichir)
- Polypterus retropinnis Vaillant, 1899 (West African bichir)
- Polypterus senegalus Cuvier, 1829 (gray bichir)
  - P. s. meridionalis Poll, 1941
  - P. s. senegalus Cuvier, 1829
- Polypterus teugelsi Britz, 2004 (Cross River bichir)
- Polypterus weeksii Boulenger, 1898 (mottled bichir)